# Кінець Санкт-Петербурга
«Кінець Санкт-Петербурга» (інша назва: «Петербург-Петроград-Ленінград») — радянський німий художній фільм 1927 року, знятий режисером Всеволодом Пудовкіним на студії «Межрабпом-Русь».

## Сюжет
Політичний фільм, що пояснює, чому і як більшовики прийшли до влади в 1917 році. Дія фільму охоплює період приблизно з 1913 по 1917 роки. У фільмі не показані політичні фігури того часу — наголос зроблений на боротьбу простих людей за свої права і за мир проти влади капіталу й самодержавства.

## У ролях
- Олександр Чистяков —  робітник-більшовик
- Віра Барановська —  його дружина
- Іван Чувельов —  селянський хлопець
- Сергій Комаров —  пристав
- Микола Хмельов —  біржовик
- Олександр Громов —  бритоголовий більшовик
- Володимир Оболенський —  Лебедєв, фабрикант
- Михайло Терешкович —  журналіст
- Марк Цибульський —  біржовик
- Володимир Чувельов —  штрейкбрехер
- Всеволод Пудовкін —  солдат
- Володимир Фогель —  німецький офіцер
- Серафима Бірман —  дама з віялом
- Віктор Цоппі —  антинімецький «патріот» в циліндрі
- Анна Земцова — секретарка
- Вергілій Ренін — офіцер-агітатор

## Знімальна група
- Режисер — Всеволод Пудовкін
- Сценарист — Натан Зархі
- Співрежисер — Михайло Доллер
- Композитор — Володимир Юровський
- Головний оператор — Анатолій Головня
- Художній керівник — Сергій Козловський
- Оператор — К. Вентс
- Перший помічник режисера — Альберт Гендельштейн
- Помічники режисера: Олександр Лєдащєв, Олександр Файнциммер, В. Штраус